# Diecéze Taiohae
Diecéze Taiohae (-Telenuaenata) (lat. Diocesis Taiohaënus seu Humanae Telluris, franc. Diocèse de Taiohae (ou Telenuaenata)) je francouzská římskokatolická diecéze. Leží na území Francouzské Polynésie (je jednou ze dvou diecézí na tomto území), na území Markéz. Sídlo biskupství i katedrála Notre-Dame de Taiohae se nachází ve městě Taiohae. Diecéze je součástí církevní provincie Papeete.
Od 5. září 2015 je diecézním biskupem Mons. Pascal Chang Soi.

## Historie
Apoštolský vikariát byl na Markézách zřízen 9. května 1848.
V souvislosti se zřízením církevní provincie Papeete byl 21. června 1966 apoštolský vikariát Markézy povýšen na diecézi, která se stala sufragánem arcidiecéze Papeete.
K 31. květnu 1974 byl změněn název diecéze na Taiohae (-Telenuaenata).